# 호군
호군(護軍)은 고려와 조선조의 5위의 정4품직이다. 고려 개국 이후부터는 장군이라 불렀는데, 고려 공민왕 때에 호군으로 고쳤다. 한국에서 고위 무관, 군인을 장군이라 부르는 것이 이 직책에서 유래된 것이다. 고려 때는 장군(將軍)이라고 불렀는데, 공민왕 때 장군(將軍)이란 명칭을 호군(護軍)으로 바꾸었다. 조선 초기에 사마(司馬)로 고쳤으나 1403년(태종 3) 다시 호군(護軍)으로 고쳤다.
호군은 종류에 따라 호군 외에도 섭호군, 상호군, 대호군, 부호군 등으로 불렸으며, 계고직비에 의거하여 품계가 높으면 직책 앞에 행(行), 품계가 낮으면 수(守) 등의 칭호를 붙였다. 호군은 의흥위(義興衛, 중위(中衛), 호분위(虎賁衛, 우위(右衛), 용양위(龍驤衛, 좌위(左衛), 충좌위(忠佐衛, 전위(前衛) 충무위(忠武衛, 후위(後衛), 충찬위(공신 자제들로 구성된 특별 부대), 내금위, 충익위 등에 있었으며 각 위의 장(將)보다 아래였다.

## 종류
- 섭호군
- 상호군
- 대호군
- 호군
- 부호군

## 같이 보기
- 오위
- 내금위
- 충찬위